# Knipoogje (korstmos)
Het knipoogje (Micarea curvata) is een korstmos uit de familie Micareaceae.
Het is een zeldzame onopvallende soort. In Nederland wordt ze hoofdzakelijk in het noorden gevonden, vooral op hunebedden. In België wordt ze op enkele plaatsen in de Ardennen gevonden.